# Gino Raffin
Luigi Raffin – noto come Gino Raffin – (Gonars, 1º giugno 1936 – Turate, 2 aprile 2023) è stato un calciatore e allenatore di calcio italiano, di ruolo attaccante.
Finita la carriera sportiva si è stabilito a Palermo.

## Caratteristiche tecniche

### Giocatore
Centravanti notevolmente alto e potente per l'epoca e con due grossi piedi, non molto dotato tecnicamente ma provvisto di un buon senso del gol (5 volte oltre le 10 realizzazioni stagionali).

## Carriera

### Giocatore
Esordisce in Serie A con la maglia della Juventus il 30 gennaio 1955 in Sampdoria-Juventus (5-1). Nel campionato 1954-55 disputa tre incontri coi bianconeri, andando a segno in occasione della vittoria interna sulla Pro Patria.
Prosegue la carriera in Serie C con le maglie di Lecco, Biellese e Livorno, per poi passare nel 1960 al Venezia in Serie B. Con 17 reti (vice-capocannoniere del campionato alle spalle dell'alessandrino Giovanni Fanello) trascina i lagunari alla vittoria del campionato cadetto. Coi neroverdi disputa anche due campionati in Serie A: nel primo con 11 reti (fra cui una tripletta al Mantova) contribuisce all'agevole salvezza finale, mentre nel secondo si ripete allo stesso livello, ma la cosa non è sufficiente per evitare la retrocessione.
Nel 1963 passa al Brescia, realizzando 12 reti in una stagione che avrebbe visto la promozione delle rondinelle se non fossero state penalizzate di 7 punti. Si trasferisce poi al Palermo, dove resta due stagioni senza riuscire a ripetersi a livello realizzativo (4 reti per lui).
Chiude la carriera in Serie D con la Pro Vercelli. In carriera ha totalizzato complessivamente 59 presenze e 23 reti in Serie A e 96 presenze e 33 reti in Serie B.

### Allenatore
Cessata l'attività agonistica ha intrapreso quella di allenatore, guidando fra l'altro il Potenza e il Sorrento in Serie C.

## Palmarès

### Giocatore

#### Competizioni nazionali
- Campionato italiano di Serie B: 1

Venezia: 1960-1961